# Hörbücherei des Blinden- und Sehbehindertenverbandes Österreich
Die Hörbücherei des Blinden- und Sehbehindertenverbandes Österreich (BSVÖ) umfasst Hörmedien für Menschen, die aufgrund medizinischer Gründe Bücher nicht lesen können. Die Einrichtung befindet sich in Wien.

## Geschichte
Die Hörbücherei des BSVÖ ist eng mit der Geschichte der Hörbücherei des Verbandes der Kriegsblinden Österreichs verbunden, die unter Obmann Kommerzialrat Hans Hirsch 1957 gegründet wurde. Ihre Aufgabe war es, blinden und hochgradig sehbehinderten Menschen Bücher und Zeitschriften zugänglich zu machen. Da sich diese Hörbücherei eher für die Kriegsblinden zuständig fühlte und ansprach, wurde es notwendig, auch für die „zivilen“ sehbehinderten und blinden Personen in Österreich eine Hörbücherei zu gründen, was auch 1958 in Graz unter Federführung der steiermärkischen Landesgruppe des BSVÖ geschah. 1960 wurde aus dieser Hörbücherei der steiermärkischen Landesgruppe die Hörbücherei des gesamten BSVÖ mit einem Anfangsbestand von 150 Werken. Die Verleihkopien wurden auf Spulentonbändern hergestellt. 1973 wurden neben den Spulentonbändern auch Kopien auf Kompaktkassetten angeboten. Aufgesprochen wurden die Werke in den hauseigenen Studios der beiden Hörbüchereien oder es wurden Radiosendungen des ORF kopiert.
Ab 1. Januar 1990 wurden diese beiden Hörbüchereien zu einer Hörbücherei unter der Leitung des BSVÖ zusammengelegt. Zu diesem Zweck wurde die Grazer Hörbücherei nach Wien verlegt. Von 1992 bis 2011 war die Hörbücherei in einem Seitentrakt des Gebäudes der Wiener Landesgruppe des BSVÖ in der Hägelingasse beheimatet. Im Juni 2011 erfolgte dann die Umsiedlung in ein neues Gebäude am Hietzinger Kai.
Seit 2002 werden die Bestände fortführend digitalisiert und ab 2004 wurde mit der Produktion von DAISY-Hörbüchern im MP3-Format begonnen. Ab April 2010 wurde der Verleih der Hörkassetten eingestellt.
Die Hörbücherei des BSVÖ ist die größte ihrer Art in Österreich und primär flächendeckend für Österreich zuständig, beliefert aber auch Hörer im Ausland.

## Produktion und Mitgliedschaft

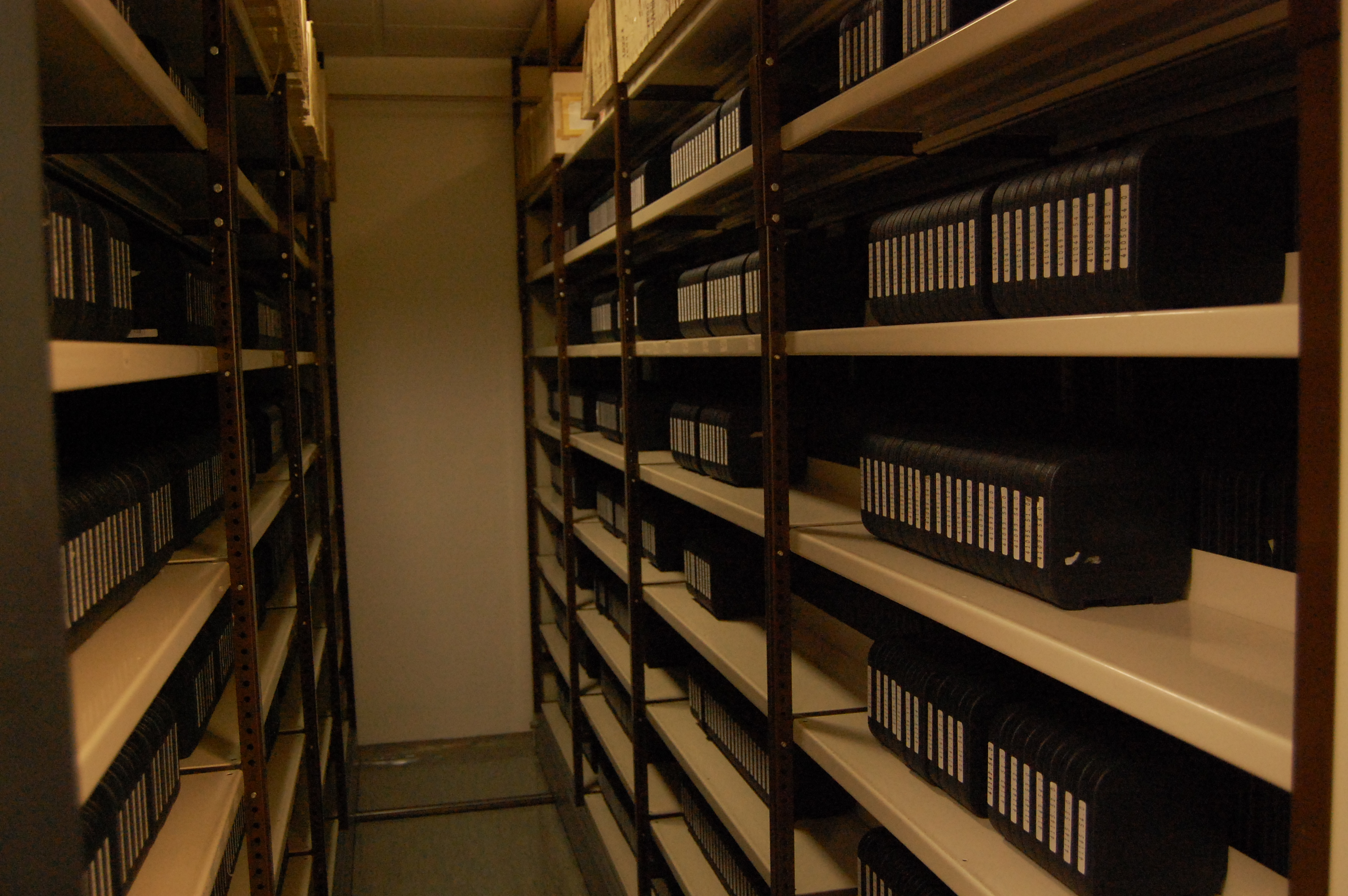
Depot der Hörbücherei des BSVÖ

Die zu produzierenden Texte werden von Sprechern im eigenen Tonstudio aufgezeichnet und nach erfolgter Anmeldung an die Nutzer kostenlos verschickt. Aktuell steht ein Titelbestand von etwa 9100 DAISY-Hörbüchern zur Verfügung. Noch etwa 920 Hörbücher auf Kassetten müssen digitalisiert werden. Etwa 1500 Hörer werden mit Werken aus allen Bereichen der Literatur versorgt.
Die Mitgliedschaft ist kostenpflichtig. Die Nutzung der Hörbücherei steht nicht nur Sehbehinderten oder Blinden offen, sondern auch Menschen, die aus anderen medizinischen Gründen kein herkömmliches Buch lesen können.

## Organisation
Träger der Hörbücherei ist der Blinden- und Sehbehindertenverband Österreich (BSVÖ). Die Betriebskosten der Hörbücherei werden durch die Landesgruppen des BSVÖ, den Bund, die Länder, den Ausgleichstaxfonds sowie durch Mitgliedsbeiträge und Spenden finanziert.
Die Hörbücherei ist Mitglied von Medibus (Mediengemeinschaft für blinde und sehbehinderte Menschen e. V.).
Die Hörbücherei beschäftigt acht hauptamtliche Mitarbeiter in den Arbeitsbereichen Hörerberatung, Katalogisierung, Kopie und Reparatur, Versand und Verwaltung sowie 18 freiberuflich tätige Sprecher. Geschäftsführer und Leiter ist Alexander Guano.